# Vesene
Vesene är en bebyggelse och kyrkby i Vesene socken i Herrljunga kommun.  Bebyggelsen blev av SCB 2020 avgränsad till en småort. 